# خاكي وسطي (مقاطعة دلفان)
خاكي وسطي (بالفارسية: خاکی وسطی) هي قرية تقع في قسم كاكاوند الغربي الريفي (مقاطعة دلفان) في إيران. يقدر عدد سكانها بـ 39 نسمة بحسب إحصاء 2016.